# Go-Ichijō
Go-Ichijō (jap. 後一条天皇 Go-Ichijō-tennō; * 12. Oktober 1008; † 15. Mai 1036) war der 68. Tennō von Japan (1016–1036).

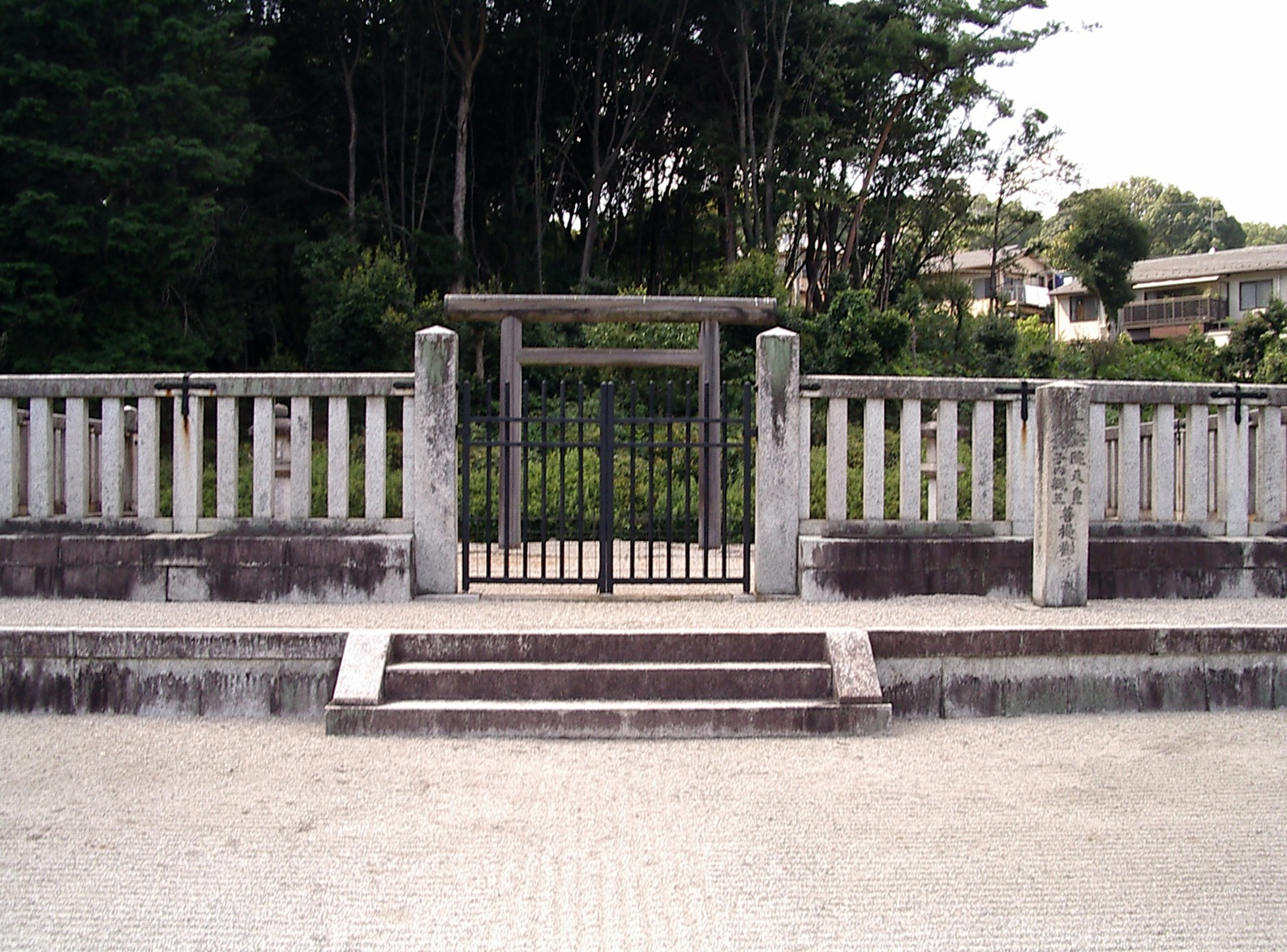
Grabmal von Go-Ichijō und seiner Tochter Syoko

Sein Eigenname war Atsuhira (敦成親王).
Er war der zweite Sohn des Ichijō-tennō und der ältere Sohn von zwei Söhnen der Kaiserin Fujiwara no Shoshi, deren Vater Fujiwara no Michinaga war. Die Gemahlin Go-Ichijōs war auch eine Tochter Michinagas.
Während seiner Regierung hatte Michinaga die eigentliche Macht am Hofe. Er verwendete dabei den Titel eines Sesshō (摂政, dt. Regent (für einen minderjährigen/weiblichen Kaiser)). Im Jahr 1017 übergab er diesen Posten seinem Erben Fujiwara no Yorimichi (990–1074), auch wenn Michinaga noch lange das eigentliche Machtzentrum blieb.
Go-Ichijō starb am 15. Mai 1036. Sein Nachfolger wurde Go-Suzaku.